# جهنم با قهرمانان
جهنم با قهرمانان (انگلیسی: The Hell with Heroes) یک فیلم درام آمریکایی به کارگردانی جوزف سارجنت است که در سال ۱۹۶۸ منتشر شد و ماجرای آن بلافاصله پس از پایان جنگ جهانی دوم در آفریقا می‌گذرد.

## گزیدهٔ بازیگران
- راد تیلور
- کلودیا کاردیناله
- هری گواردینو
- کوین مک‌کارتی
- پیت دوئل
- ویلهلم فون هامبورگ
- سید هیگ